# Izlandi-felföld

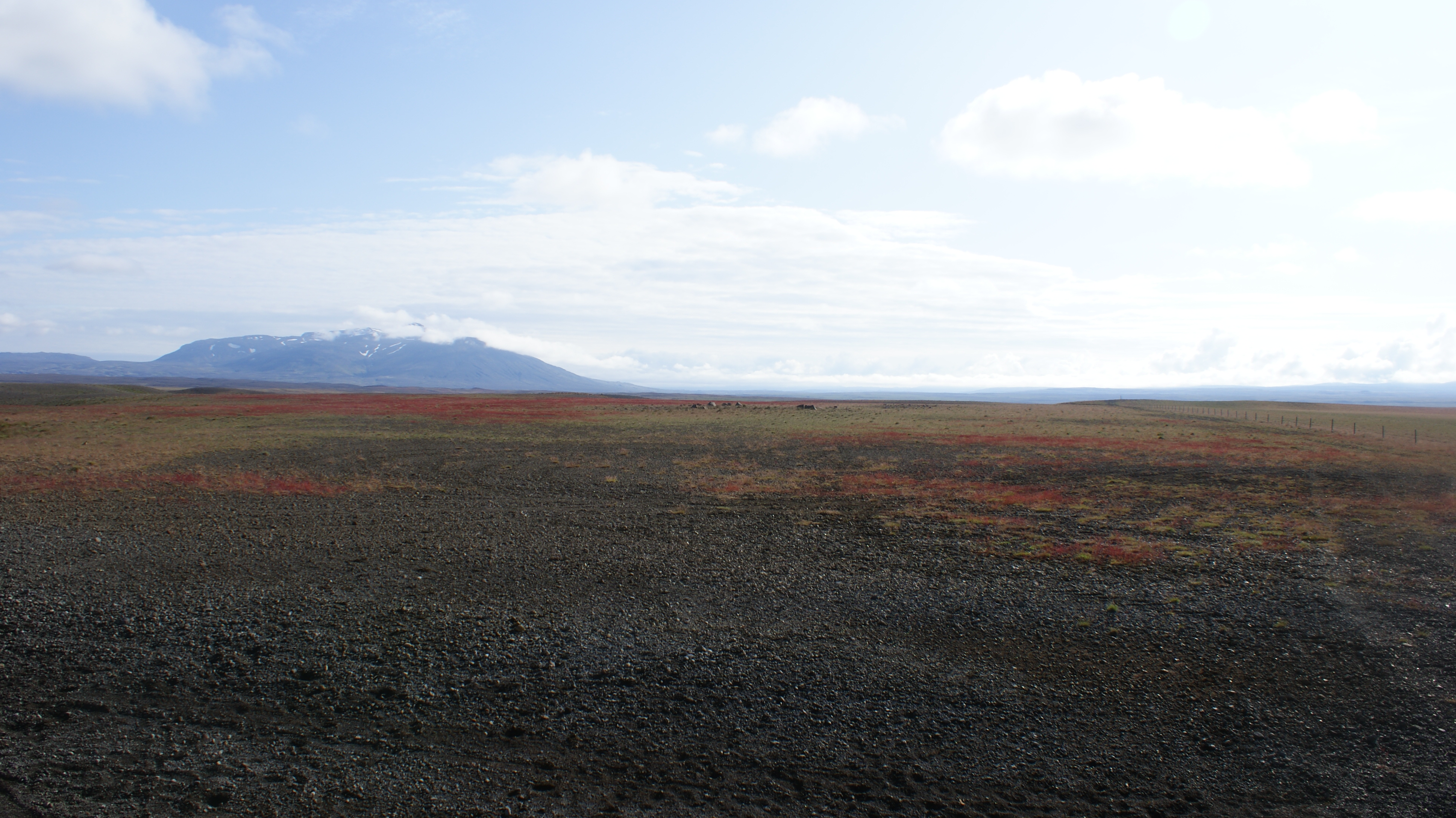
A felföld nagy része vulkanikus hamuval borított sivatag

Az Izlandi-felföld Izland szigetének középső részét foglalja magába. A felföld 400-500 méteres tengerszint feletti magassággal rendelkezik, melynek nagy része lakhatatlan vulkáni sivatag, mivel a lehulló csapadék olyan hamar elfolyik a felszínről, hogy a legigénytelenebb, legszívósabb növények számára sem lakható. Ennek következtében a felföld többnyire a vulkáni hamu fekete, szürke és barna színeiben pompázik. Néhány helyen azonban a körülmények lehetővé tették, hogy megtelepedjenek a növények, mint például az Askja település melletti Herðubreiðarlindirnél, ahol több folyó is található a környéken. 
Az izlandiak a felföldet kétféleképpen csoportosítják:
- "Háls, amely széles hegygerinceket jelöl, amelyek a völgyek közt helyezkednek el, mint amilyen például Langavatn mellett van, Borgarnestől északra,
- "Heiði", amely a valódi felföldet jelenti, mint amilyen például a Sprengisandur elnevezésű útvonal mellett van.

Számos nagyobb gleccser található az Izlandi-felföld területén, mint például a Vatnajökull, a Langjökull és a Hofsjökull. Növényzetet csak a gleccserek olvadékvizéből táplálkozó vízmosások mentén lehet találni. A jég olvadása miatt a gleccserek mélyedéseit kitöltő tavak gátjai időnként átszakadnak, amelyek hirtelen jövő, pusztító árvizek, azaz helyi nyelven jökulhalupok kialakulásához vezetnek. 
Izland legérdekesebb részeit a vulkáni aktivitáshoz köthető helyszínek teszik ki, melyek a felföldön találhatóak, mint például a Landmannalaugar és az Askja és Herðubreið környékén fekvő terület.

## Útvonalak a felföldön

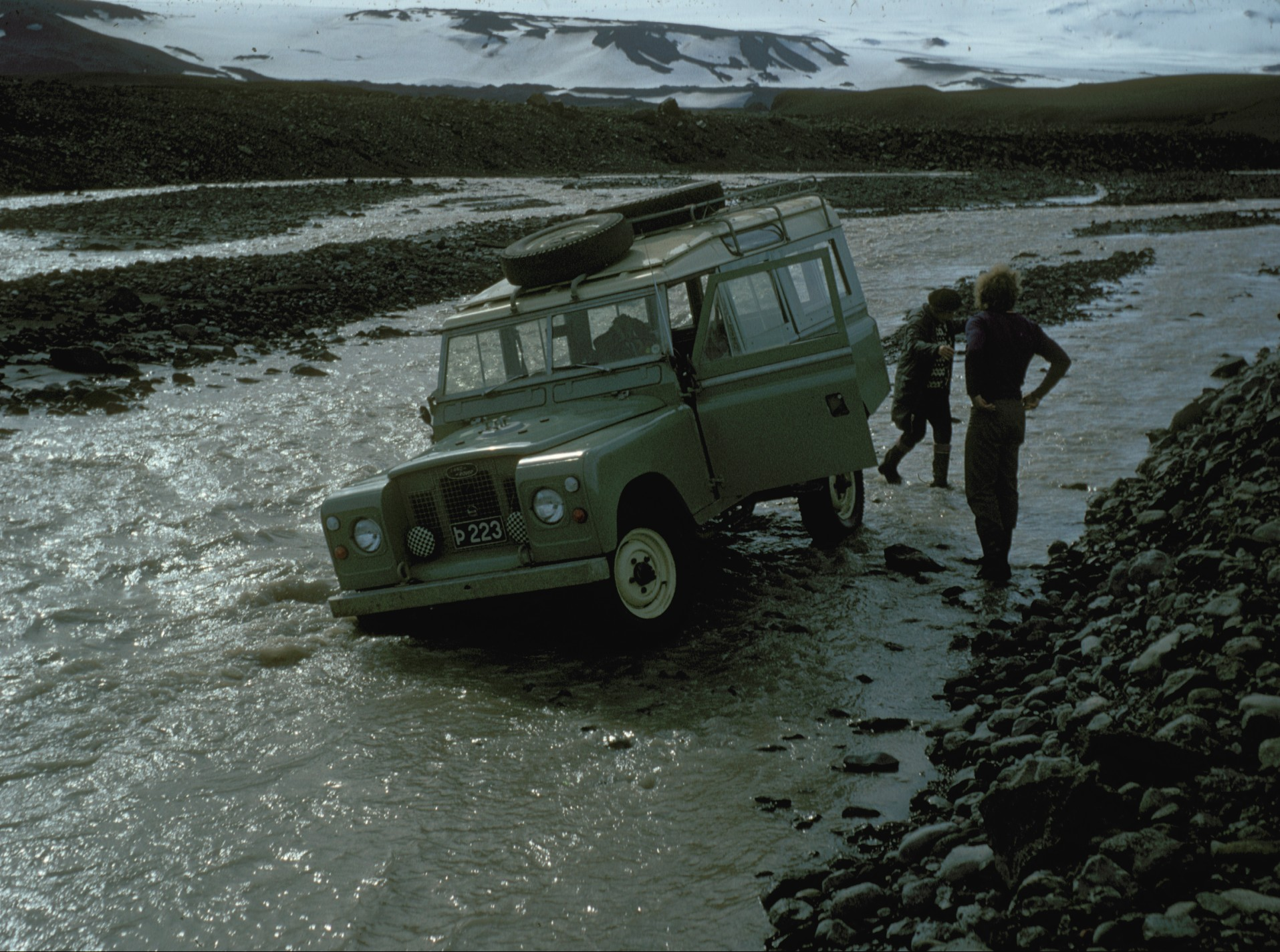
Egy felföldi folyóban elakadt Land Rover 109-es

A felföldön keresztülvezető útvonalak általában csak az izlandi nyár idején, azaz, júniustól augusztusig használhatóak. Az év többi részén az ide vezető útvonalakat lezárják a forgalom elől. A legismertebb felföldi útvonalak a Kaldidalur, a Kjölur és a Sprengisandur. A legtöbb felföldön átvezető útvonalat elsősorban négykerék meghajtású gépjárműveknek ajánlják, mert útközben gyakran folyókon kell átgázolni. Ennek ellenére a Kjölur elnevezésű útvonal viszonylag könnyen járható, amely az egyik legnépszerűbb útvonallá teszi az autósok körében. Az úgy nevezett off-road közlekedés, amikor nem előre bejárt, vagy kiépített útvonalakon hajtanak a járművek, az mindenütt tilos a szigeten, kivéve a hóval borított helyeket, mivel így próbálják a természetet védelmezni.

## Fordítás
Ez a szócikk részben vagy egészben  a   Highlands of Iceland című angol Wikipédia-szócikk ezen változatának fordításán alapul.  Az eredeti cikk szerkesztőit annak laptörténete sorolja fel. Ez a jelzés csupán a megfogalmazás eredetét és a szerzői jogokat jelzi, nem szolgál a cikkben szereplő információk forrásmegjelöléseként.